# Zweedse drank

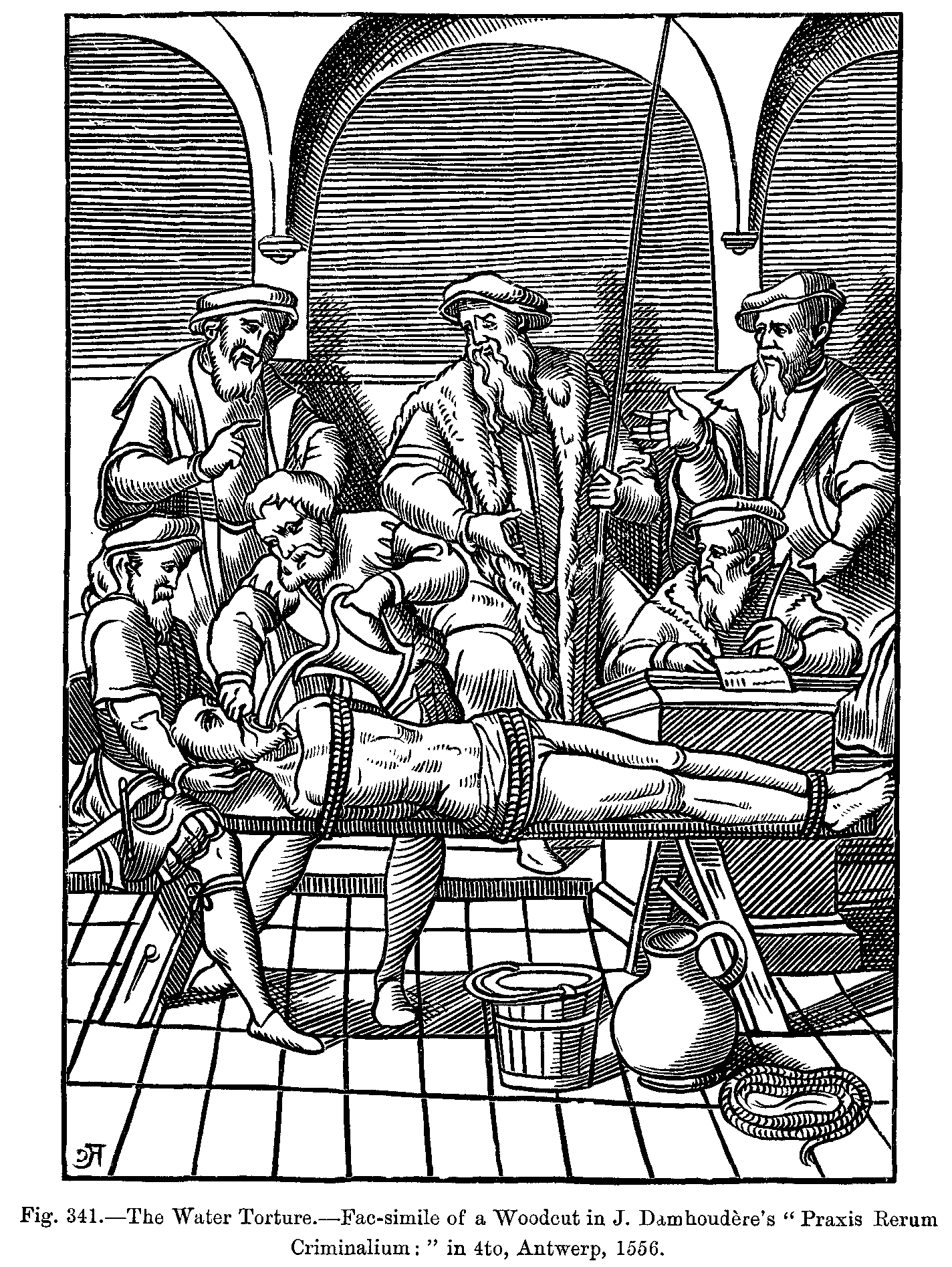
Tekening van een toepassing van Zweedse drank.

De Zweedse drank (Schwedentrunk) is een foltermethode waarbij een vastgebonden slachtoffer via een trechter in de mond een grote hoeveelheid afschuwwekkende vloeistof (soms urine, soms gier, soms kokende drek) naar binnen wordt gegoten.
De methode werd onder meer gebruikt tijdens de Dertigjarige Oorlog. De methode werd uitgevonden door Zweedse huurlingen. Zijzelf, maar vooral onbetaalde burgers uit hun tros en later 'concurrerende' huurlingen en allerhande bandieten, pasten deze techniek toe op Duitse burgers om hen te dwingen verborgen geld, voedsel, vee, e.d. op te geven of seks af te dwingen.
De Zweedse drank werd vereeuwigd in een van de eerste veel gelezen Duitse boeken, de satirische schelmenroman Der abenteuerliche Simplicissimus van Hans Jakob Christoffel von Grimmelshausen uit 1668.

Den Knecht legten sie gebunden auf die Erd, stecketen ihm ein Sperrholz ins Maul, und schütteten ihm einen Melkkübel voll garstig Mistlachenwasser in Leib, das nenneten sie ein Schwedischen Trunk

In het Nederlands:

Zij bonden de knecht op de grond vast, sperden zijn mond open met een stuk hout, en goten een melkkruik gier bij hem naar binnen, dit noemden zij een Zweedse drank.

Gebruik van de Zweedse drank vindt men in plaatselijke geschiedschrijving van dorpen in heel Zuid-Duitsland.
Behalve intense afschuw, walging, maag-, darm- en (door onvermijdelijke aspiratie) longinfecties veroorzaakte dit intense buikpijn aangezien vloeistoffen niet samendrukbaar zijn. Om er nog een schepje bovenop te doen werd vaak op de buik van het slachtoffer gestampt of met houten planken geperst.

## Verwijzingen
- (de)  Voorbeeld van plaatselijke geschiedenis